# Emilia (telenovela)
Emilia é uma telenovela venezuelana exibida em 1979 pela Venevisión.

## Elenco
- Elluz Peraza- Emilia
- Eduardo Serrano- Alejandro Aguirre
- Eva Blanco- Yoli de Aguirre
- Mario Brito
- Martha Carbillo
- Hilda Carrero- Nereida
- Olga Castillo- Generosa
- Luis Colmenares- Mentepollo
- Helianta Cruz- Marcia
- Renee de Pallas- Abuela
- Elisa Escámez
- Elba Escobar- Elba
- Manuel Escolano
- Fernando Flores- Fernando
- Félix Loreto- Miguelón
- Alberto Marín- Pipo
- Yolanda Méndez
- Flor Núñez- Leticia
- Miriam Ochoa- Laurita
- Carmencita Padrón- Nina
- Tony Rodríguez- Chente
- Marcelo Romo- Dr Maselli
- Betty Ruth- Ines
- Franklin Virgüez- Tano